# ۳۱۱ (میلادی)
۳۱۱ (میلادی) سیصد  و یازدهمین سال تقویم میلادی است.

## رویدادها
- ۳۰ آوریل -  گالریوس کمی پیش از مرگش فرمان خود مبنی بر توقف کشتار مسیحیان را صادر می‌کند.

## درگذشتگان
- گالریوس، امپراتور روم.

‎